# 기요스촌
기요스촌(清洲村)은 도치기현 가미쓰가군에 설치되었던 촌이다. 현재의 가누마시에 해당한다.

## 역사
- 1889년 4월 1일 - 정촌제 시행에 의해 가미쓰가군 rl요스촌이 성립하였다.
- 1955년 1월 8일 - 아와노정, 가스오촌, 나가노촌과 합병해, 아와노정이 되었다.